# Учжулю
Учжулю (кит.: 烏珠留; д/н — 13) — шаньюй держави хунну в 8 до н. е.—13 роках. Розпочав нову війну проти Китаю.

## Життєпис
Син шаньюя Хухан'є. При народженні звався Наньчжияси. Після смерті батька 31/30 року до н. е. владу отримав його брат Фучжулей, що призначив його західним тукі-ваном. Зберіг цю посаду за наступного шаньюя Соусє.
12 року до н. е. шаньюй Цзюйя призначив Наньчжияси східним тукі-ваном (офіційним спадкоємцем). Отримав владу у 8 році до н. е. Підтвердив залежність від імперії Хань, відправивши за традицією на службу до імператорського двору сина Удудіяси. Призначив братів Ло і Юя східним і західним тукі-ванами відповідно.
Невдовзі дасима пяоці цзянцзюнь (голова імператорського уряду) Ва Гень вирішив відібрати в хунну шчатсину володінь, що вклинилися до ханьських володінь. Земля ця була родюча, вкрита лісом, багатіна звірів й птахів. Імператор Лю Сінь (імператор Хань) дав згоду зажадати в шаньюя передати ці володіння. Шаньюй обіцяв зробити розслідування, але вдруге остаточно відмовив у задоволенні. Зрештою імператор вирішив відмовитися від свого наміру.
У 6 році до н. е. помер Удудіяси. У 3 році до н. е. Учжулю подав прохання про зустріч з імператором. У 2 році до н. е. імператор захворів, йому стали говорити, що приїзд хунну до палацу наводить гнів духів на двір, а міністри вирішили, що приїзд шаньюя призведе до непотрібних витрат. Проте хуань менхан Ян Хун довів необхідність зустрічі. Алепоки вирішувалося це питання захворів вже Учжулю. Тому приїзд шаньюя відбувся лише 1 року до н. е. Той отримав від імператора 370 шат, 30 тис. рулонів шовків, 15 т бавовони.
Зі сходження на трон імператора Пін-ді на вимогу регента Ван Мана шаньюй відправив свою зведену сестру Сюйбу Цзюйціюнь. Тоді ж Гоугу, князь Західного Чеші в Турфані, перейшовна бік шаньюя. Ван Ман відправив вимогу видати князя, що й було зроблено під тиском. Водночас оголошено про новий закон, за яким шаньюй повинен був видавати імператору усіх втікачів та перебіжчиків. Після реформи про зміни імен шаньюй взяв себе особисте ім'я Чжи.
Поступово становище хунну погіршилося. Китайський пристав над ухуанями оголосив заборону на видачу хунну данини полотнами і шкірами. Зцим н погодився шаньюй, що спричинило сутички між хунну й ухуанями. Зрештою останнім завдав поразки Ло, східний тукі-ван. Ухуані погодилися сплачувати данину за старими принципами.
9 року Ван Ман повалив династію Хань й оголосив початок династії Сінь. При цьому до Учжулю прибули чиновники длязаміники шаньюйської печатки. Тепери на ній замість «хунну шань юйсі» (державна печатка шаньюя хунну), значилося «сінь хунну шань юй чжан» (новий знак шаньюя від Сінь), тобто шаньюй фактично ставав вищим сановникам, втративши статус правителя. Це суттєво погіршило відносини з імператором.
Тому Учжулю вирішив готуватися до протистояння. Спочаткувін наказаввиселити ухуанів з земель хунну. Для цього відправив Пухулу, західного великого цзюкюя, який підійшов до Шофана в Ордосі. У 10 році китайці придушили спробу заколоту Сюйчжилі, князя Західного Чеші, що намагався перейти на бік шаньюя. Але брат князя — Хуланчжи — з 2 тис. вояків все ж зміг прорватися до табору хунну.
Невдовзі шаньюй вступив у змову з китайські чиновниками, що були невдаволенні панування Ван Мана. Вони повалили йстратити духу Сіюе, внаслідок чого Таримський басейн було захоплено хунну. У відповідь Ван Ман наказав розділити державу хунну на 15 володінь, на чолі кожного поставити шаньюя. Втім лишечастина князів хунну підкорилося, насамперед клан західного юліясяня Сяня. Було обрано шаньюїв Сяо і Шунь.
У 11 році Учжулю оголосив Ван Мана узурпатором, відмовивши визнавати його імператором. До китайських володінь відправи війська на чолі із східним гудухоу, Хулу, західним ічжицзи, і Ло, східного тукі-ваном, до командорства Юньчжун, де було захоплено чималу здобич. За цим почався загальний наступ усіх хунну на китайські землі, осоливо постраждала північ. До хунну втік номінальний шаньюй Сяо. Ван Ман зібрав 300 тис. вояків. Протягом 12 року відбувалися прикордонні сутички, що не завадило хунну постійно вдиратися в північнокитайські  землі, які знелюнили.
У 13 році помер Учжулю, післячого почалося протистояння партій війни і миру. Зрештою шаньюєм став Сянь, що прийняв ім'я Улей.